# Alexander Kiellands plass
Alexander Kiellands plass er en plads i bydelen Grünerløkka i Oslo. Pladsen ligger på Ila mellem Uelands gate, Maridalsveien og Waldemar Thranes gate. Pladsen har form som en trekant med to langsider på ca. 260 meter og kortside på ca. 100 meter.
Pladsen er fra 1914 opkaldt efter forfatteren Alexander Kielland (1849-1906). Før dette blev pladsen kaldt Steinløkka efter et stenhuggeri fra 1800-tallet. Den blev anlagt som park i 1920'erne. 
Oslo Sporveiers første busrute åbnede i 1927 fra Alexander Kiellands plads til Kværner med afgang hvert 10. minut. I 2007 er der cirka 4.800 på- og omstigende buspassagerer på de fire holdepladser, som har navn efter pladsen.
Pladsen var nedslidt og forfalden i slutningen af 1990'erne. I kommunens regi blev den lagt helt om (færdig 2001). Øverst (mod Waldemar Thranes gate) blev der anlagt en plads med fontæne. Resten af pladsen er park med en række vandfald og vandspejle.
Ved pladsen ligger 
- Waldemar Thranes gate 70, monumentalt byggeri i nordisk nybarok, 1921, i dag blandt andet Ila pensjonat og serveringsstedet Tranen
- boligkomplekset Schultzehaugen, indflyttet 2004
- Kiellands Hus, indkøbscenter og boliger, indflytning 2006-2007.

Otte serveringssteder vender mod pladsen, tre af dem med udeservering.
«Alexander Kiellands plass» er også en sang af Lillebjørn Nilsen som voksede op i området ved pladsen. Sangen blev først udgivet på albummet Hilsen Nilsen (1985).
59°55′40″N 10°45′01″Ø / 59.9277°N 10.7504°Ø